# Capsomeer

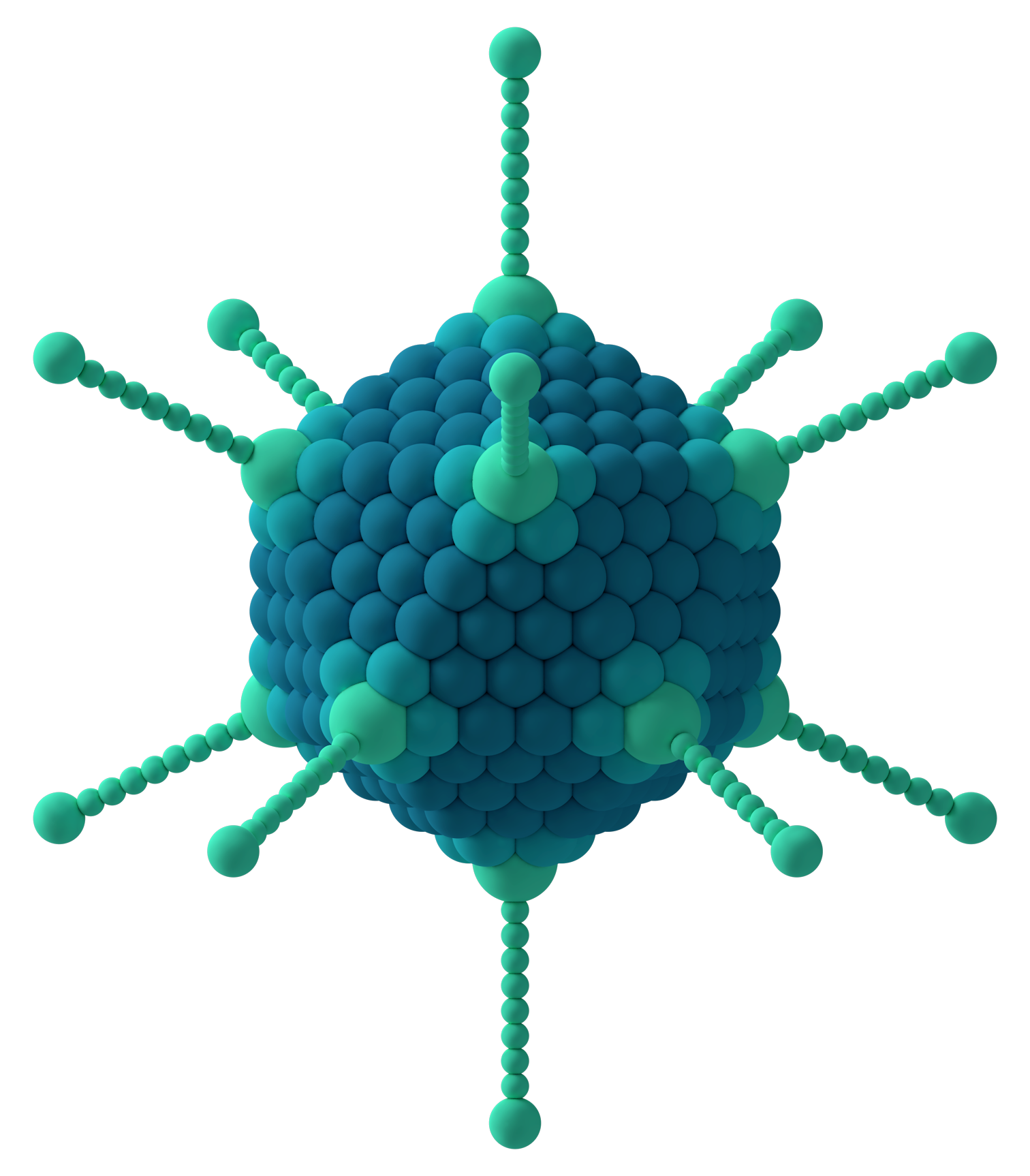
Capside van een adenovirus met de afzonderlijke capsomeren

Een capsomeer (samenstelling van capside en monomeer) is een subeenheid van de capside van virussen. De capside of eiwitmantel is het omhulsel van een virus en bestaat uit eiwitten. De capsomeren beschermen het virus tegen fysische, chemische en enzymatische schade.
Capsomeren kunnen worden verdeeld in verschillende typen volgens de symmetrie van de multimerisatie. De icosaëder capsomeer vormt een 20-oppervlakte veelvlak met twaalf snijpunten en treedt op de snijpunten op als vijfhoekige (met twaalf pentonen) of zeshoekige (met een variërend aantal hexonen) vormen. In het midden van elk van de twintig oppervlakken is er af en toe een porie. De helicale capsomeren ( protomeren ) zijn vaak wigvormig en vormen een helixvormig capside. De complexe capsomeren hebben verschillende vormen, zoals de capsiden van pokkenvirussen, hiv of rhabdovirussen.
Door de symmetrische rangschikking van dezelfde eiwitten wordt het virale genoom kleiner, omdat slechts één of enkele genen coderen voor de eiwitten voor het capside, waardoor in de loop van een besmetting het immuunsysteem van de gastheer minder mogelijkheden biedt om aan te vallen. Naast de verpakkingsfunctie hebben sommige capsomeren een receptorfunctie en een fusogene functie.
Capsomeren worden in virusachtige deeltjes voor vaccinatiedoeleinden gebruikt.